# Astragalus pseudorhacodes
Astragalus pseudorhacodes är en ärtväxtart som beskrevs av Nikolai Fedorovich Gontscharow. Astragalus pseudorhacodes ingår i släktet vedlar, och familjen ärtväxter. Inga underarter finns listade i Catalogue of Life.